# Зайцева, Галина Семёновна
Галина Семёновна Зайцева (род. 21 марта 1947, Челябинск) — певица, педагог, профессор, народная артистка Российской Федерации (1995), заслуженная артистка РСФСР (1986), почётный гражданин Челябинска (2003), награждена знаком отличия «За заслуги перед Челябинской областью» (2004), действительный член Петровской академии наук и искусств.

## Биография
Галина Семёновна родилась 21 марта 1947 года в городе Челябинске. Галина Зайцева заниматься пением начала в вокальной студии Дворца культуры электрометаллургического комбината (педагог Ю. В. Окунев). Училась на вокальном отделении Свердловского музыкального училища (класс педагога Р. Х. Герцман), которое окончила в 1970 году. В 1970―1971 годах Галина Семёновна работала в музыкальном лектории Свердловской областной филармонии. В 1971 году поступила в Уральскую государственную консерваторию им. М. П. Мусоргского, которую окончила в 1976 году (класс народной артистки РСФСР, профессора М. Г. Владимировой). В Уральской консерватории Галина Семёновна познакомилась со своим будущим мужем ― Сергеем Зайцевым. С 1976 года после окончании вокального факультета Уральской консерватории Зайцева Галина Семёновна ― солистка оперы Челябинского театра оперы и балета им. Глинки. На сцене челябинского театра спела более 35 партий, среди них ― Джильды («Риголетто»), Оскара («Бал-маскарад»), Розины («Севильский цирюльник»), Арсена («Цыганский барон»), Адель («Летучая мышь») и другие.
Галина Семёновна Зайцева ― профессор, заведующая кафедрой вокального искусства Челябинской государственной академии культуры и искусств. Галина Семёновна уделяет много внимания своим ученикам, становлению начинающих исполнителей.
В 2000―2015 годах ― председатель Челябинской организации Союза театральных деятелей, академик Петербургской академии наук и искусств, в 2003 году была назначена художественным руководителем оперной труппы театра.
Награждена знаком отличия «За заслуги перед Челябинской областью», получила звание заслуженной артистки РСФСР, народной артистки РФ, присвоено учёное звание профессор, почётный гражданин Челябинска. Галина Семёновна активно участвует в общественной жизни города. Зайцеву Галину Семёновну музыканты и зрители величают «Золотым голосом Урала».

## Семья
Супруг ― Сергей Зайцев, педагог Челябинского высшего музыкального училища, дирижер студенческого оркестра. Дочь ― Татьяна, саксофонистка.

## Заслуги
- Знак отличия «За заслуги перед Челябинской областью» (2004)
- Народная артистка Российской Федерации (1995)
- Заслуженная артистка РСФСР (1986)
- Почётный гражданин Челябинска (2003)
- Профессор